# 맥스 클리퍼드
맥스웰 프랭크 클리퍼드(Maxwell Frank Clifford, 1943년 4월 6일 ~ 2017년 12월 10일)는 특히 타블로이드 신문에서 "Kiss and Tell" 이야기를 홍보하는 것과 관련된 잉글랜드의 홍보 담당자였다. 그래서 후술할 성범죄가 노출되기 전까지는 계속 데이비드 오길비 수순의 명성을 가졌었다.

## 성범죄와 말년
2012년 12월 유트리 작전의 일환으로 클리퍼드는 성범죄 혐의로 체포되었다. 이외에도 스페인에서도 13세 미성년자 성폭행 혐의로 조사를 받기도 하였다. 결국 그는 14세에서 19세 사이의 4명의 소녀와 여성에 대한 8건의 성추행 등의 혐의로 유죄 판결을 받은 후 2014년 5월에 징역 8년을 선고 받았고 이후 항소도 기각되었다. 이후 아내에게 이혼당한 후 2017년 12월 HM P Littlehey 교도소에서 심장마비로 쓸쓸히 사망했다.
그의 사후 아내는 쓰레기봉투에 그라비아 사진을 모아놓고 즐겼다거나, 신혼여행 때 음란전화를 즐겼다는 등 이혼 이전의 이야기를 여럿 폭로하였다.

## 같이 보기
- 조주빈
- 오스틴 존스
- 김기덕
- 지미 새빌
- 프레디 스타
- 데이비드 오길비
- 리차드 허클